# Maria Martins (cyclisme)
Pour les articles homonymes, voir Maria Martins et Martins.

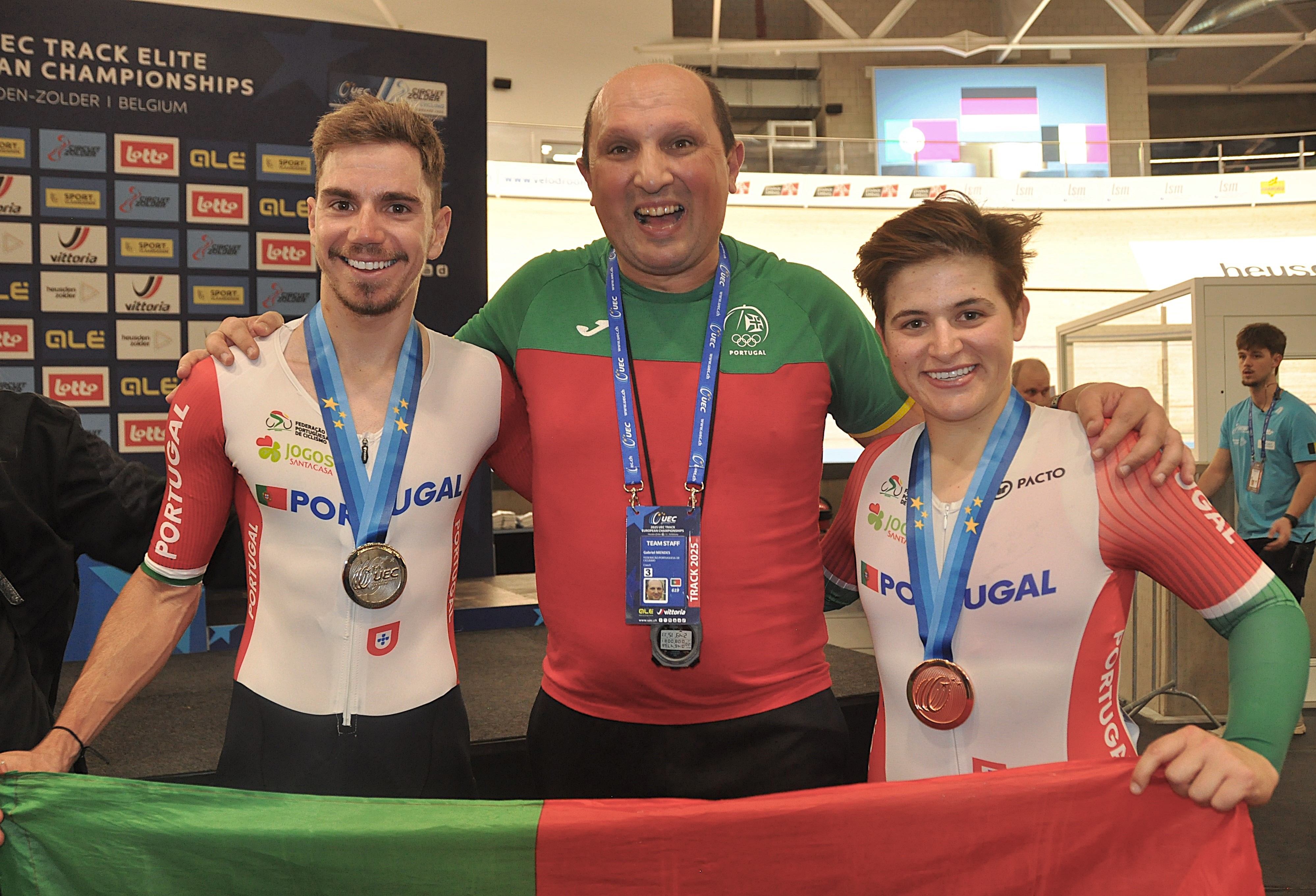
Maria Martins aux championnats d'Europe sur piste 2025, avec l'entraîneur Gabriel Mendes et Rui Oliveira.

Maria Ribeiro Gomes Martins, née le 9 juillet 1999 à Santarém, est une coureuse cycliste portugaise. Spécialiste de la piste, elle est notamment championne d'Europe du scratch en 2023.

## Biographie

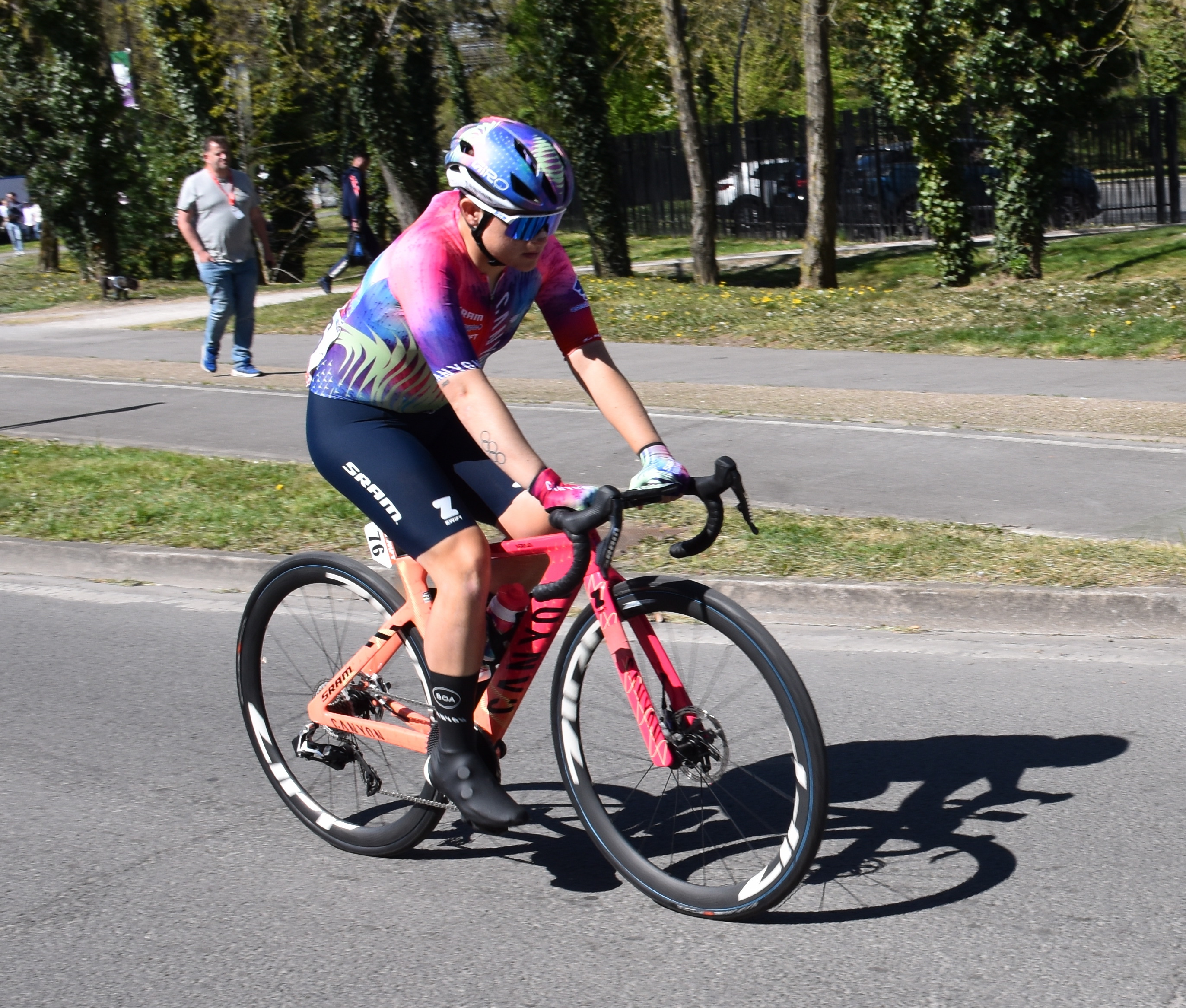
Maria Martins #76 - Paris-Roubaix Femmes 2025

En 2016, Maria Martins est sur route championne du Portugal du contre-la-montre juniors (moins de 19 ans). La même année, sur piste, elle remporte la médaille d'argent sur le scratch aux championnats d'Europe juniors. L'année suivante, elle remporte les titres nationaux juniors dans les deux disciplines sur route.
Au cours des années suivantes, elle s'illutre au niveau international sur piste et remporte plusieurs titres nationaux. En 2017, elle est à domicile vice-championne d'Europe juniors de la course à élimination. En 2018, elle termine troisième du scratch des championnats d'Europe espoirs (moins de 23 ans). En 2019, elle est médaillée de bronze du scratch aux championnats d'Europe élites, devenant ainsi la première cycliste portugaise à remporter une médaille lors d'un championnat d'Europe sur piste. 
En 2020, elle est médaillée de bronze du scratch aux championnats du monde de Berlin. Aux championnats d'Europe espoirs de la même année, elle termine deuxième de la course à élimination et troisième du scratch. Aux championnats d'Europe élites de 2020, elle se classe deuxième de la course à élimination. En 2021, elle est septième de l'omnium aux Jeux olympiques de Tokyo. Elle devient également  championne du Portugal sur route. En 2022, elle est médaillée de bronze de l'omnium aux championnats du monde. En 2023, elle devient championne d'Europe du scratch. Elle est élue sportive portugaise de l'année. En 2024, elle participe à ses deuxièmes Jeux olympiques, toujours dans l'omnium, qu'elle termine à la 14e place.
Après avoir déjà couru sur route dans une éqipe World Tour pendant une saison en 2023 avec la Fenix-Deceuninck, Martins fait son retour dans le WorldTour en 2025 après une pause d'un an en rejoignant l'équipe Canyon SRAM zondacrypto. En début de saison, elle est de retour sur la piste et sur le podium, terminant troisième du championnat d'Europe du scratch.

## Palmarès sur piste

### Jeux olympiques
- Tokyo 2020
  - 7e de l'omnium

### Championnats du monde
- Berlin 2020
  -  Médaillée de bronze du scratch
- Saint-Quentin-en-Yvelines 2022
  -  Médaillée de bronze de l'omnium

### Coupe du monde
- 2019-2020
  - 2e de l'omnium à Hong Kong
  - 3e du scratch à Hong Kong

### Ligue des champions
- 2021
  - 2e du scratch à Londres (I)
  - 3e de l'élimination à Londres (II)

### Coupe des nations
- 2021
  - 1re de l'omnium à Saint-Pétersbourg
  - 1re de l'élimination à Saint-Pétersbourg

### Championnats d'Europe
| Édition / Épreuve                 | Course aux points | Scratch | Omnium | Élimination |
| Montichiari 2016 (juniors)        |                   | Argent  |        |             |
| Anadia 2017 (juniors)             |                   |         |        | Argent      |
| Aigle 2018 (espoirs)              |                   | Bronze  |        |             |
| Gand 2019 (espoirs)               |                   |         |        | Argent      |
| Apeldoorn 2019                    |                   | Bronze  |        |             |
| Fiorenzuola d'Arda 2020 (espoirs) |                   | Bronze  |        | Argent      |
| Provdiv 2020                      |                   |         |        | Bronze      |
| Apeldoorn 2021 (espoirs)          |                   | Argent  | Or     | Argent      |
| Munich 2022                       |                   | 4e      | 11e    |             |
| Granges 2023                      | 6e                | Or      | 9e     | 16e         |
| Heusden-Zolder 2025               |                   | Bronze  |        |             |

### Championnats nationaux
- Championne du Portugal de course aux points : 2018, 2019 et 2020
- Championne du Portugal du scratch : 2018, 2019, 2020, 2022 et 2023
- Championne du Portugal d'omnium : 2018, 2019 (janvier et décembre), 2021, 2022 et 2023
- Championne du Portugal de course à l'élimination : 2022 et 2023

## Palmarès sur route

### Par année
- 2015
  - 2e de la Subida à Glória
- 2016
  -  Championne du Portugal du contre-la-montre juniors
  - 3e du championnat du Portugal sur route juniors
- 2017
  -  Championne du Portugal sur route juniors
  -  Championne du Portugal du contre-la-montre juniors
- 2018
  - 2e du championnat du Portugal sur route
  - 2e du championnat du Portugal du contre-la-montre
- 2019
  - 2e de la Classique féminine de Navarre
- 2021
  -  Championne du Portugal sur route
  - 3e de la Ronde de Mouscron
- 2022
  - 3e du Grand Prix de Fourmies
  - 5e de la Classic Bruges-La Panne
  - 6e du championnat d'Europe sur route
- 2023
  - 3e du Trofee Maarten Wynants
- 2025
  - 3e du championnat du Portugal sur route

### Résultats sur les grands tours

#### Tour d'Italie
1 participation
- 2023 : abandon (4e étape)

### Classements mondiaux
| Année                                 | 2018 | 2019 | 2020 | 2021 | 2022 | 2023 |
| ------------------------------------- | ---- | ---- | ---- | ---- | ---- | ---- |
| Classement UCI                        | 330e | 248e | nc   | 141e | 90e  | 98e  |
| UCI World Tour                        | nc   | 154e | nc   | 128e | 76e  | 174e |
|                                       |      |      |      |      |      |      |
| Légende : nc = non classéSource : UCI |      |      |      |      |      |      |

## Distinctions
- Sportive portugaise de l'année : 2023[3]